# 科米蒂尼
科米蒂尼（義大利語：Comitini），是意大利阿格里真托省的一个市镇。总面积21.7平方公里，人口958人，人口密度44.1人/平方公里（2009年）。ISTAT代码为084016。